# Solónova ústava
Solónova ústava vznikla ve starověkých Athénách po reformách v roce 594/593 př. Kr., které uskutečnil athénský politik Solón.

## Rozdělení obyvatel
Solónovu ústavu označujeme jako timokratickou, protože zrušila privilegia rodové aristokracie (šlechty) a byla založena na rozdělení obyvatelstva podle velikosti majetku či příjmů. Na základě toho byla odstupňována politická práva (= majetkový cenzus).
Solón rozdělil obyvatelstvo podle velikosti majetku resp. jeho výnosu do čtyř majetkových skupin:
- Pentakosiomedimnoi – roční výnos jejich majetku byl nejméně pět set měřic (asi 26 000 litrů plodin – obilí, vína nebo olivového oleje)
- Hippeis (jezdci) – jejich roční výnos majetku byl 300–500 měřic a mohli si vydržovat koně (řec.. hippos)
- Zeugitai – jejich roční výnos z majetku byl 200–300 měřic a mohli si dovolit spřežení (řec. zeugos, pár volů)
- Thetai (nádeníci) byli občané, jejichž majetek vynášel méně než 200 měřic (asi 5 000 litrů).

Rozdělení do jednotlivých majetkových vrstev mělo význam i pro plnění vojenských povinností:
- Penntakosiomedimnoi si mohli pořídit plnou těžkou výzbroj (helma, brnění, štít) a těžké zbraně (meč, oštěp), proto sloužili ve vojsku jako těžkooděnci;
- Hippeis si mohli dovolit koně a sloužili ve vojsku jako jízda;
- Zeugitai sloužili ve vojsku jako lehká pěchota;
- Thétai sloužili jako pomocné oddíly, kopali zákopy. Později v 5. století před Kr. jejich význam značně stoupl, protože sloužili jako veslaři na vojenských lodích.

Podle velikosti majetku byla odstupňována politická práva příslušníků jednotlivých skupin.
- Všechny skupiny se mohly účastnit sněmu (eklésiá), zasedat na soudech a volit.
- Thétai nemohli být volenými úředníky. Od Periklových reforem (460–450 př. n. l.) bylo toto omezení zrušeno.
- Jen příslušníci první a druhé skupiny mohli zastávat úřad archonta. Solónova reforma zpřístupnila politickou moc nejbohatším skupinám obyvatelstva bez ohledu na původ, čili k moci se kromě členů rodové aristokracie, která opírala svou moc o půdu, dostali i nejbohatší řemeslníci a obchodníci.

Podobnou ústavu zavedl ve starověkém Římě šestý římský král Servius Tullius.